# 마틴 스코세이지
마틴 찰스 스코세이지(영어: Martin Charles Scorsese 스코세시[*], 영어 발음: /skɔrˈsɛsi/, 이탈리아어: Scorsese 스코르세제[*] [skorˈseːze]:, 1942년 11월 17일~)는 미국의 영화 감독, 영화 프로듀서, 각본가이다. '마티'라는 애칭으로 불리기도 한다. 도시의 뒷골목의 사람들의 삶을 폭력적으로 그려내어 사실감을 잘 표현한다. 또한 다양한 장르의 실험을 즐기기도 한다.

## 작품 목록
| 제목                           | 개봉일(미국 기준) | 스튜디오                              | 제작비   | 총수입  | 로튼 토마토 |
| ------------------------------ | ----------------- | ------------------------------------- | -------- | ------- | ----------- |
| 누가 내 문을 두드리는가?       | 1967년 11월 15일  | Joseph Brenner Associates             | $75,000  | N/A     | 71%         |
| 공황시대                       | 1972년 6월 14일   | en:American International Pictures    | $600,000 | N/A     | 45%         |
| 비열한 거리                    | 1973년 10월 2일   | 워너 브라더스                         | $500,000 | $300만  | 98%         |
| 엘리스는 이제 여기 살지 않는다 | 1974년 12월 9일   | 워너 브라더스                         | $180만   | $2100만 | 88%         |
| 택시 드라이버                  | 1976년 2월 8일    | 컬럼비아 픽처스                       | $130만   | $2830만 | 99%         |
| 뉴욕 뉴욕                      | 1977년 6월 21일   | 유나이티드 아티스츠                   | $1400만  | $1640만 | 67%         |
| 성난 황소                      | 1980년 12월 19일  | 유나이티드 아티스츠                   | $1800만  | $2340만 | 97%         |
| 코미디의 왕                    | 1983년 2월 18일   | 20세기 폭스                           | $1900만  | $250만  | 90%         |
| 특근                           | 1985년 9월 13일   | 워너 브라더스                         | $450만   | $1060만 | 90%         |
| 컬러 오브 머니                 | 1986년 10월 17일  | Touchstone Pictures                   | $1380만  | $5230만 | 90%         |
| 그리스도 최후의 유혹           | 1988년 8월 12일   | 유니버설 스튜디오                     | $700만   | $890만  | 82%         |
| 좋은 친구들                    | 1990년 9월 19일   | 워너 브라더스                         | $2500만  | $4680만 | 96%         |
| 케이프 피어                    | 1991년 11월 13일  | 유니버설 스튜디오                     | $3500만  | $1.82억 | 76%         |
| 순수의 시대                    | 1993년 9월 17일   | 컬럼비아 픽쳐스                       | $3400만  | $3230만 | 80%         |
| 카지노                         | 1995년 11월 22일  | 유니버설 스튜디오                     | $5200만  | $1.16억 | 80%         |
| 쿤둔                           | 1997년 12월 25일  | Touchstone Pictures                   | $2800만  | $570만  | 76%         |
| 비상근무                       | 1999년 10월 22일  | 파라마운트 픽쳐스 Touchstone Pictures | $5500만  | $1680만 | 71%         |
| 갱스 오브 뉴욕                 | 2002년 12월 20일  | 미라맥스                              | $1억     | $1.94억 | 75%         |
| 에비에이터                     | 2004년 12월 25일  | 워너 브라더스 미라맥스                | $1.1억   | $2.14억 | 87%         |
| 디파티드                       | 2006년 10월 6일   | 워너 브라더스                         | $9000만  | $2.9억  | 91%         |
| 셔터 아일랜드                  | 2010년 2월 19일   | 파라마운트 픽쳐스                     | $8000만  | $2.95억 | 68%         |
| 휴고                           | 2011년 11월 23일  | 파라마운트 픽쳐스                     | $1.5억   | $1.86억 | 94%         |
| 더 울프 오브 월 스트리트       | 2013년 12월 25일  | 파라마운트 픽쳐스                     | $1억     | $3.92억 | 77%         |
| 사일런스                       | 2016년 12월 23일  | 파라마운트 픽쳐스                     | $4000만  | $1300만 | 83%         |
| 아이리시맨                     | 2019년 11월 1일   | 넷플릭스                              |          |         |             |
| 플라워 킬링 문                 | 2023년 10월 6일   | 애플 TV+                              |          |         |             |

## 수상 경력
- 1976년 제29회 칸 영화제 황금종려상
- 1976년 블루리본어워즈 외국어영화상
- 1976년 골든팜 호치 필름어워즈 외국어영화상
- 1976년 시네마준포어워즈 외국감독상
- 1976년 제2회 LA비평가협회상 신인상
- 1977년 제11회 전미비평가협회상 감독상
- 1980년 독일아트하우스조합상 외국어영화상
- 1981년 제15회 전미비평가협회상 감독상
- 1984년 제4회 런던비평가협회상 작품상
- 1986년 제39회 칸 영화제 감독상
- 1986년 제1회 인디펜던트 스피릿 어워즈 감독상
- 1988년 제45회 베니스국제영화제 필름 크리티카 바스토니 비안코상
- 1990년 제47회 베니스국제영화제 필름 크리티카 바스토니 비안코상
- 1990년 제47회 베니스국제영화제 은사자상
- 1990년 포토그레머스 디 플래터 어워즈 외국어영화상
- 1990년 보딜어워즈 최고의 논-유러피안필름상
- 1990년 제3회 시카고비평가협회상 편집상
- 1990년 제3회 시카고비평가협회상 감독상
- 1990년 제11회 보스턴비평가협회상 감독상
- 1990년 캔자스시티비평가협회상 감독상
- 1990년 캔자스시티비평가협회상 작품상
- 1990년 제16회 LA비평가협회상 감독상
- 1990년 제55회 뉴욕비평가협회상 감독상
- 1991년 제25회 전미비평가협회상 감독상
- 1991년 제44회 영국아카데미시상식 각본상
- 1991년 제44회 영국아카데미시상식 데이빗 린상
- 1991년 제44회 영국아카데미시상식 작품상
- 1993년 보딜어워즈 최고의 논-유러피안필름상
- 1993년 포토그레머스 디 플래터 어워즈 외국어영화상
- 1994년 제65회 미국비평가협회상 감독상
- 1998년 제18회 런던비평가협회상 특별상
- 1999년 코어메이어노이어필름페스티벌 주얼리상
- 1999년 멜버른국제영화제 다큐멘터리상
- 2000년 제71회 미국비평가협회상 윌리엄 케이 에버슨필름 히스토리상
- 2002년 제36회 전미비평가협회상 특별상
- 2002년 남동부비평가협회상 감독상
- 2003년 플로리다비평가협회상 감독상
- 2003년 제60회 골든글로브시상식 감독상
- 2003년 이탈리안무비어워즈 감독상
- 2003년 제55회 미국작가조합상 에블린 F.버클리상
- 2003년 제55회 미국감독조합상 공로상
- 2003년 제27회 몬트리올국제영화제 공로상
- 2004년 댈러스-포트워스비평가협회상 감독상
- 2004년 캔자스시티비평가협회상 감독상
- 2004년 라스베가스비평가협회상 감독상
- 2004년 제30회 LA비평가협회상 감독상
- 2004년 포닉스비평가협회상 감독상
- 2005년 St.루이스 게이트웨이 비평가협회상 감독상
- 2005년 제62회 골든글로브시상식 드라마부문 작품상
- 2005년 제25회 런던비평가협회상 감독상
- 2005년 제10회 크리틱스초이스어워즈 감독상
- 2005년 제58회 영국아카데미시상식 작품상
- 2005년 그래미상 롱 폼 뮤직비디오상
- 2006년 제27회 보스턴비평가협회상 감독상
- 2006년 제19회 시카고비평가협회상 감독상
- 2006년 댈러스-포트워스 비평가협회상 감독상
- 2006년 라스베가스비평가협회상 감독상
- 2006년 제5회 워싱턴비평가협회상 감독상
- 2006년 제71회 뉴욕비평가협회상 감독상
- 2006년 남동부비평가협회상 감독상
- 2006년 포닉스비평가협회상 감독상
- 2007년 St.루이스 게이트웨이 비평가협회상 감독상
- 2007년 제78회 미국비평가협회상 감독상
- 2007년 그란시토무비어워즈 감독상
- 2007년 온라인영화비평가협회상 감독상
- 2007년 플로리다비평가협회상 감독상
- 2007년 이탈리안무비어워즈 감독상
- 2007년 제64회 골든글로브시상식 감독상
- 2007년 제27회 런던비평가협회상 감독상
- 2007년 제12회 크리틱스초이스어워즈 감독상
- 2007년 제59회 미국감독조합상 영화부문 감독상
- 2007년 제79회 아카데미시상식 감독상
- 2010년 제67회 골든글로브시상식 평생공로상
- 2011년 제63회 미국감독조합상 드라마부문 감독상
- 2011년 제63회 에미상 드라마부문 감독상
- 2011년 제10회 워싱턴비평가협회상 감독상
- 2011년 제32회 보스턴비평가협회상 감독상
- 2011년 남동부비평가협회상 감독상
- 2011년 노스텍사스비평가협회상 감독상
- 2011년 라스베가스비평가협회상 감독상
- 2012년 플로리다비평가협회상 감독상
- 2012년 제27회 산타바바라국제영화제 아메리칸 리비에라상
- 2012년 제83회 미국비평가협회상 감독상
- 2012년 제83회 미국비평가협회상 작품상
- 2012년 제69회 골든글로브시상식 감독상
- 2012년 제17회 크리틱스초이스어워즈 다큐멘터리상
- 2012년 제17회 크리틱스초이스어워즈 명예:음악+영화상
- 2012년 제65회 영국아카데미시상식 공로상
- 2012년 제64회 에미상 논픽션프로그램부문 감독상
- 2014년 제29회 산타바바라국제영화제 시네마뱅가드상